# 1550 en philosophie
Chronologie de la philosophie
- 1546
- 1547
- 1548
- 1549
- 1550
- 1551
- 1552
- 1553
- 1554

L’année 1550 a été marquée, en philosophie, par les événements suivants :

## Publications
- Sebastián Fox Morcillo : In Topica Ciceronis paraphrasis et scholia, 1550, 8vo

## Décès
- Ovadia Sforno (hébreu : עובדיה ספורנו, Cesena, Italie, 1470- Bologne, 1550) est un rabbin, médecin et philosophe, considéré comme l'un des plus importants exégètes juifs de la Bible, et l'une des grandes figures du judaïsme italien à l'époque de la Renaissance.

- Guillaume Bigot[1], ou Le Bigot, Bigotius, né à Laval le 2 juin 1502 et mort vers 1550 est un écrivain, médecin et humaniste français, poète français et latin, et l'un des plus savants hommes du XVIe siècle[2]. L'abbé Angot signale qu'il n'est pas parfaitement encore connu, « car comment peut-on débrouiller une biographie romanesque en soi, racontée par le héros lui-même avec le souci de rendre son histoire indéchiffrable et lui-même méconnaissable ? »

- Jacques-Louis d'Estrebay (né à Estrebay en 1481- mort en 1550), dit Jacobo Lodoico Strebæo ou Strebæus, est un penseur humaniste.